# Эбонг, Артур
Артур Эбонг Авом (фр. Arthur Ebong Avom; род. 15 декабря 2004) — камерунский футболист, полузащитник клуба «Лорьян B» и сборной Камеруна. 

## Клубная карьера
Эбонг — воспитанник клуба «Фаув Азур». В начале 2022 года он дебютировал в чемпионате Камеруна. Летом 2023 года Эбонг подписал контракт дублёрами французского «Лорьяна».

## Международная карьера
16 января 2023 года в матче чемпионата африканских наций против сборной Конго Эбонг дебютировал за сборную Камеруна.